# Allie Reilly
Allie Reilly, née le 30 août 1997 à North Kingstown (Rhode Island), est une rameuse handisport américaine. Elle détient deux médailles d'argent mondiales (2018, 2019) et une paralympique (2021) en quatre avec barreur.

## Carrière
Elle est diplômée en kinésiologie de l'Université du Rhode Island en 2019.
Aux Jeux paralympiques d'été de 2020, elle remporte la médaille d'argent en quatre avec barreur avec ses coéquipiers Danielle Hansen, Charley Nordin, John Tanguay et la barreuse Karen Petrik. Le quatuor avait déjà remporté le même métal lors des deux précédents Mondiaux.